# Kläppen, Sälen

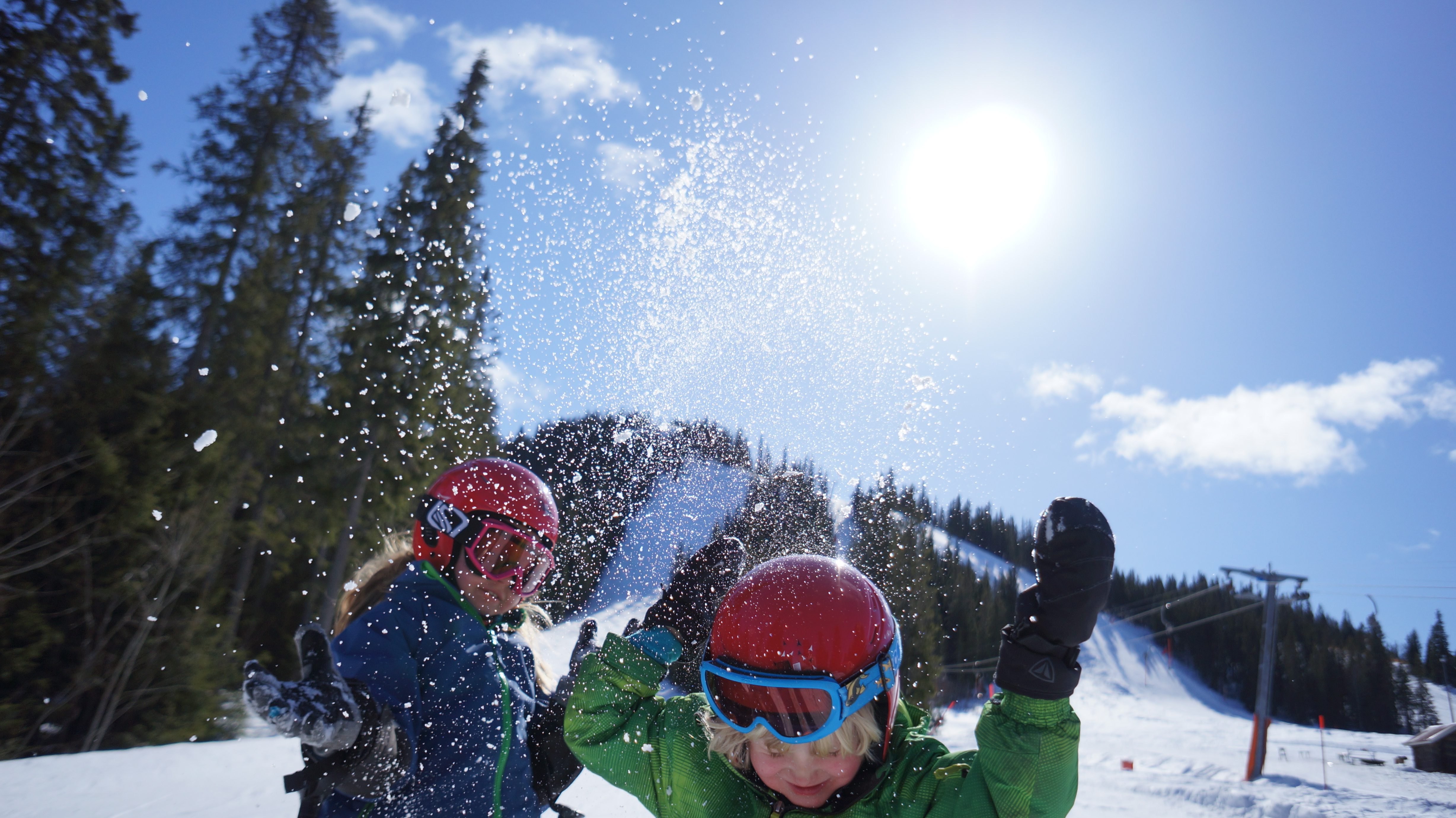
Kläppen, 2013.

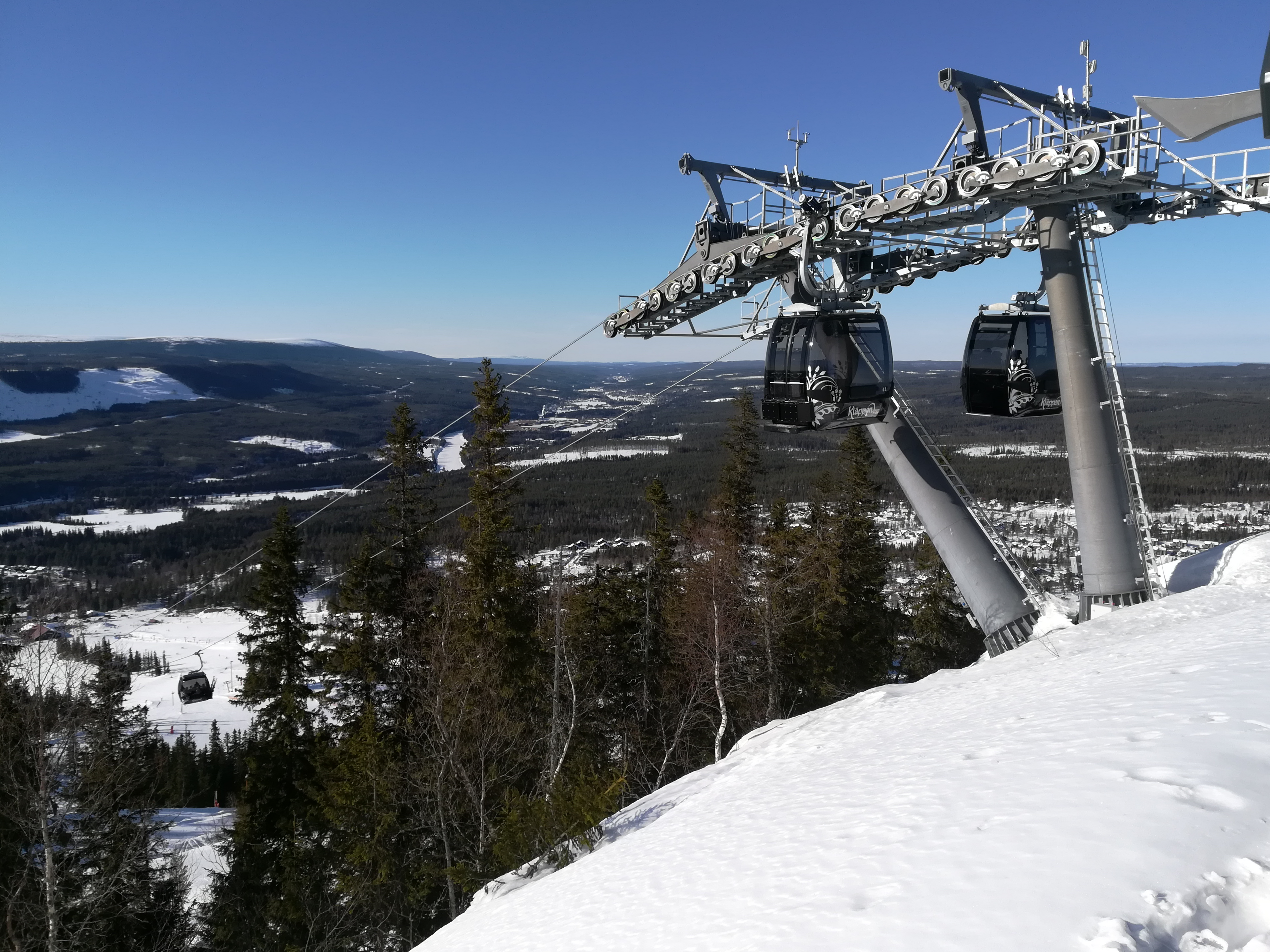
Gondolbanan

Kläppen är en vintersportanläggning i skidområdet Sälenfjällen, 17 km söder om Sälens by och 49 km från Malung.

## Pister med mera
Kläppen har 21 liftar och 37 nedfarter med en total pistlängd av 36 km (2021).
Av nedfarterna är 
- 17 st Gröna
- 9 st Blå
- 4 st Röda
- 7 st Svarta
- 4 st snowpark.

Längsta nedfarten är tre km lång och högsta fallhöjden 315 m.
Anläggningen har också fyra längdåkningsspår med den sammanlagda längden 36 km.
Kläppens snowpark används av bl.a. av Malung-Sälens gymnasieskola som har alpinskid- och snowboardgymnasium.
Kläppen hade inför säsongen 2010–2011 byggt ut två backar och tre liftar. Under säsongen 2016–2017 öppnades Gondol Sälen, en gondolbana som är 1 404 m lång. Inför säsongen 2019-2020 byggs det nya lägenhetshotellet Kurbits som i bottenplan får ny restaurang, Afterski och Skishop. Under samma säsong planerades nya skidområdet Kläppen Syd byggas som i sin första etapp får en ny släplift till toppen varifrån fem nya backar etableras. Kläppen Syd beräknas invigas 2023 och är försenat av nya miljöregler, eftersom en miljökonsekvensbeskrivning måste göras och godkännas i domstol.
Kläppen har även en camping som ligger väster om riksvägen, mittemot anläggningen.

## Tävlingar
- SM i Freestyle 2013[6]

## Vägavstånd
- Från Oslo 260 km
- Från Stockholm 410 km
- Från Göteborg 470 km
- Från Malmö 740 km
- Från Köpenhamn 780 km (via Öresundsbron)

Dalatrafik har flera dagliga bussar från Malung och Borlänge.